# Tanilba Bay
Tanilba Bay – miasto w Australii, w stanie Nowa Południowa Walia.